# Distretto del Commewijne
Commewijne  è uno dei 10 distretti del Suriname situato nella parte nord-orientale del paese con 31 087 abitanti al censimento 2012.
Confina a est con il distretto del Marowijne, a sud con quello di Para, a ovest il fiume Suriname lo separa dai distretti di Para, Wanica e Paramaribo mentre a nord si affaccia sull'Oceano Atlantico.
Capoluogo è la città di Nieuw Amsterdam.
L'attività economica principale è l'agricoltura, le piantagioni della regione risalgono al primo periodo della colonizzazione olandese. Le colture principali sono lo zucchero, gli agrumi, il caffè e il cacao.
Marginale la pesca, praticata sia nell'Oceano sia nelle acque del fiume Suriname e Commewijne.

## Geografia antropica

### Suddivisioni amministrative

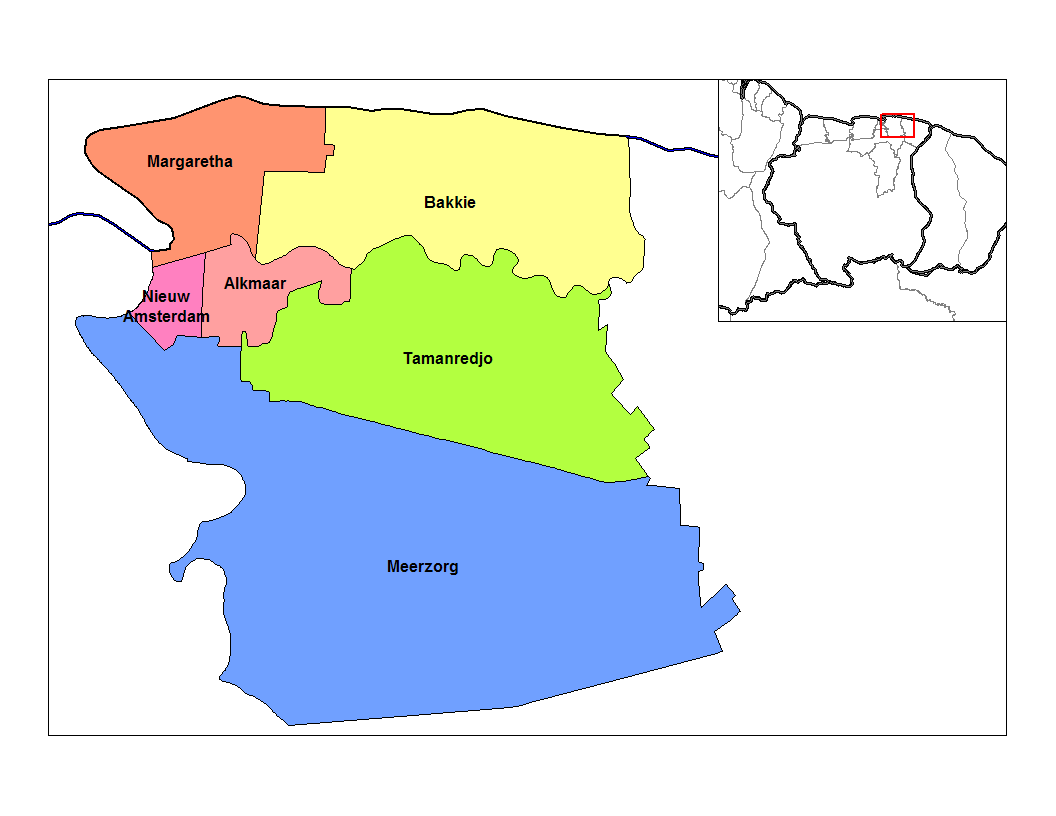
Municipalità del distretto di Commewijne

Il distretto è diviso in 6 municipalità:
- Alkmaar
- Bakkie
- Margaretha
- Meerzorg
- Nieuw Amsterdam
- Tamanredjo